# Малек, Рами
Ра́ми Саи́д Ма́лек (англ. Rami Said Malek; род. 12 мая 1981, Лос-Анджелес, Калифорния, США) — американский актёр египетского (коптского) происхождения. Известность ему принесла роль Эллиота Алдерсона в телесериале «Мистер Робот», за которую он получил премию «Эмми». Лауреат премий «Золотой глобус» (2019), Гильдии киноактёров США (2019), BAFTA (2019) и «Оскар» (2019) за главную мужскую роль в фильме «Богемская рапсодия».
Рами Малек также известен по ролям второго плана в таких фильмах и сериалах, как трилогия «Ночь в музее» (2006—2014), «Тихий океан» (2010), «Сумерки. Сага: Рассвет — Часть 2» (2012) и «Короткий срок 12» (2013).

## Биография
Рами Малек родился в Лос-Анджелесе. Его родители, Саид Малек и Нелли Абдель-Малек, — копты родом из Египта, эмигрировали в США в 1978 году. Рами также имеет греческие корни. Отец Рами (умер в 2006 году) до переезда в США работал гидом в Каире. Мать Рами Малека — бухгалтер.

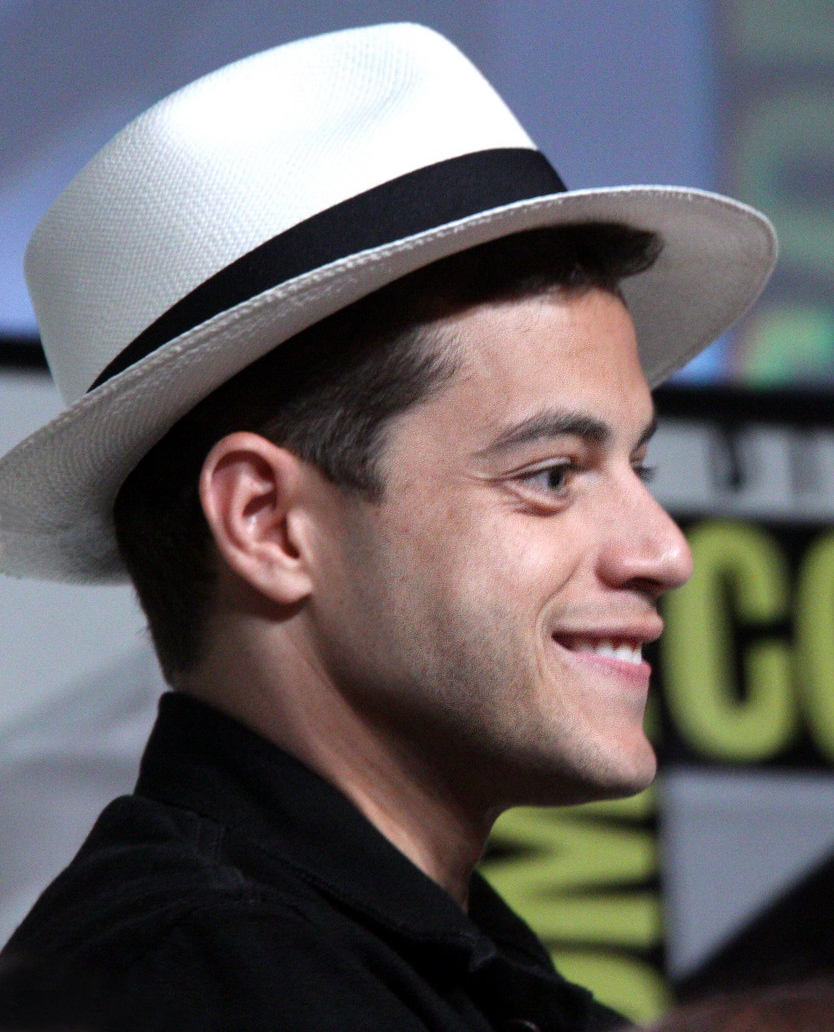
Малек на San Diego Comic-Con International (июль 2012)

У Рами есть брат-близнец по имени Сами, который младше его на 4 минуты. Также у актёра есть старшая сестра, которую зовут Ясмин. Сами по профессии преподаватель английского языка, а Ясмин — врач скорой помощи.
Рами учился в Notre Dame High School (NDHS) в Шерман-Оукс. Родители хотели, чтобы он стал юристом, но Рами с детства мечтал стать актёром. В школе он записался в драматический кружок и с удовольствием его посещал. В том же кружке занималась и Кирстен Данст, она училась в той же школе, что и Рами, но на год младше. После окончания школы в 1999 году Рами поступил в Университет Эвансвилля в Эвансвилле (штат Индиана), который закончил в 2003 году, получив степень бакалавра изобразительных искусств.

### Личная жизнь
О частной жизни Рами Малека мало что известно. Рами встречался с актрисой Люси Бойнтон, с которой познакомился на съёмках фильма «Богемская рапсодия». А 3 января 2019 года на Международном кинофестивале в Палм-Спрингс, во время благодарственной речи, Рами публично признался Люси в любви, сказав: «You have been my ally, my confidant, you are my love. I appreciate you so much» («Ты была моим союзником, доверенным лицом, ты моя любовь. Я очень ценю тебя»). В 2023 году они расстались.
Ранее Рами встречался с актрисой и коллегой по сериалу «Мистер Робот» — Поршей Даблдэй, но в 2017 году пара рассталась.
В 2023 году его видели с девушкой в Великобритании. Проживает в Лондоне. Летом 2024 г. у девушки увидели кольцо на пальце.
Также Рами игнорирует социальные сети.

## Карьера
Свою карьеру Рами Малек начал в 2004 году, исполнив несколько ролей в телесериалах, среди которых «Девочки Гилмор», «Там» и «Медиум». В 2005 году он приобрёл известность за счёт роли подростка-гея Кенни в комедийном сериале «Война в доме» на канале Fox.
В 2006 году Рами снялся в комедии «Ночь в музее» в роли фараона Акменра, а также в продолжении «Ночь в музее 2» (2009) и «Ночь в музее: Секрет гробницы» (2014).
Весной 2007 года Рами появился на сцене Elephant Theatre в роли Джейми в театральном представлении «Vitality Productions» по пьесе Кита Бунина «Credeaux Canvas» в Лос-Анджелесе.
В 2010 году актёр снова появился на телевидении в роли террориста-смертника Маркоса Аль-Закара (англ. Marcos Al-Zacar) в восьмом сезоне телесериала «24». Чуть позже он получил хорошие отзывы критиков за роль капрала Мериэлла Шелтона в мини-сериале «Тихий океан».
В 2010 году в период съёмок мини-сериала «Тихий океан», Малек встретил исполнительного продюсера Тома Хэнкса, которому понравилась игра Малека. Хэнкс пригласил Рами на роль студента колледжа Стива Дибиаси в художественном фильме «Ларри Краун», выпущенном в прокат в июле 2011 года.
В августе 2010 года было объявлено, что Малек утверждён на роль вампира-египтянина Бенджамина в последней части популярной франшизы Сумерки «Сумерки. Сага: Рассвет — Часть 2».
В 2014 году вышел фильм «Need for Speed: Жажда скорости» с участием Рами.
В мае 2015 года на экраны вышла пилотная серия первого сезона сериала «Мистер Робот» с Рами Малеком в главной роли. В 2016 году за эту роль Рами получил премию «Эмми», а также дважды был номинирован на премию Гильдии киноактёров США и дважды на премию «Золотой глобус» в 2016 и 2017 годах.

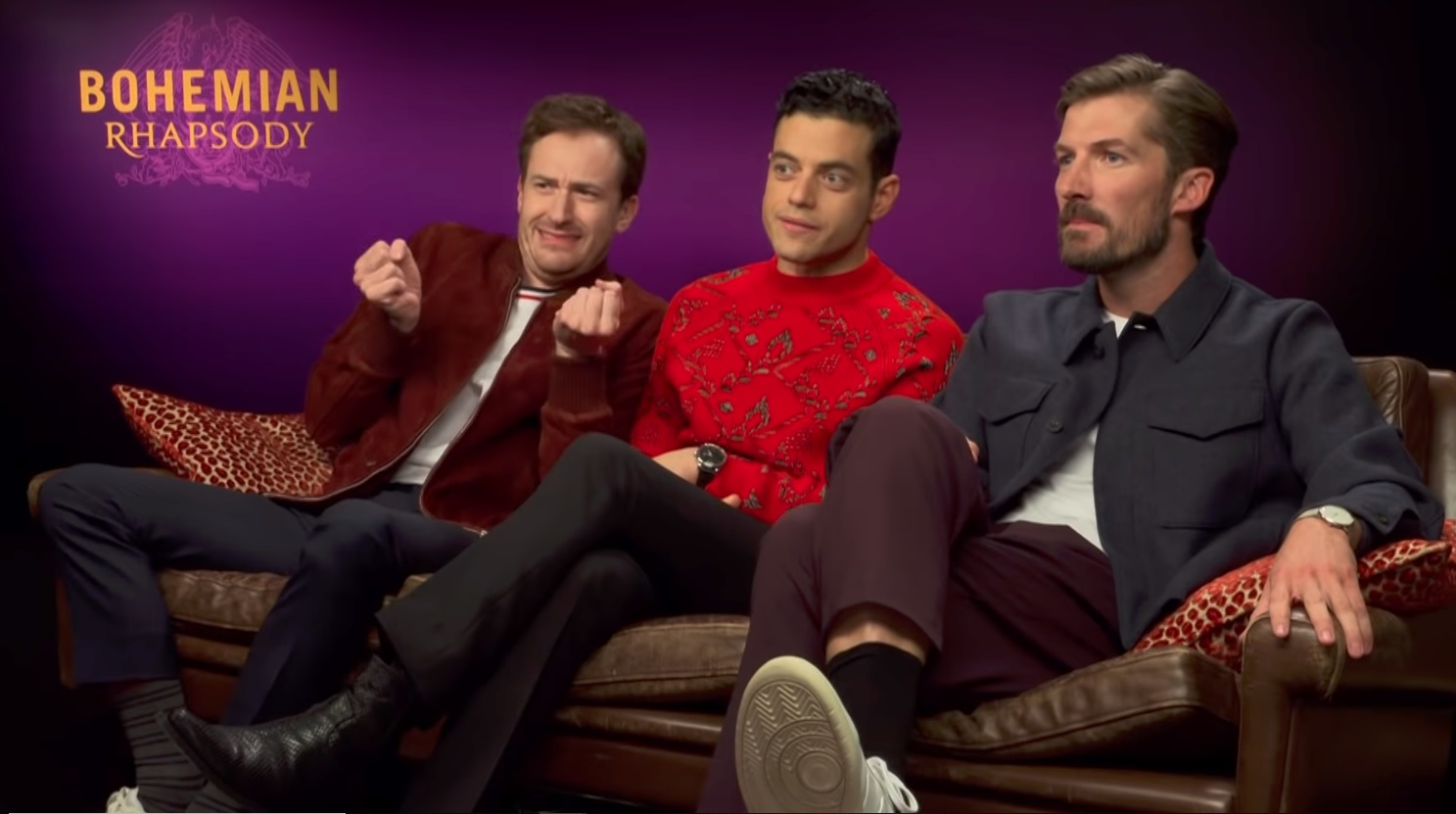
Джо Маццелло, Рами Малек и Гвилим Ли на MTV Movies (октябрь 2018)

Также в 2015 году вышла игра Until Dawn, в которой Рами принял участие в качестве актёра озвучивания и «подарил» своё лицо и голос персонажу Джошуа Вашингтону.
В сентябре 2017 года состоялась премьера фильма «Мотылёк», в котором Рами снялся в роли мошенника Луи Дега, сосланного в тюрьму для особо опасных преступников во Французской Гвиане.
В 2016 году Малек был утверждён на главную роль в фильме Брайана Сингера «Богемская рапсодия», где он сыграл солиста группы «Queen» — Фредди Меркьюри. За эту роль Рами Малек получил много наград, среди которых «Золотой глобус», «Премия Гильдии киноактёров США», «BAFTA» и «Оскар».
Летом 2019 года завершились съёмки четвёртого финального сезона сериала «Мистер Робот» с Рами Малеком в главной роли. Премьера первой серии сезона состоялась 6 октября 2019 года.
25 апреля 2019 года создателями фильма «Не время умирать» было объявлено, что Рами Малек утверждён на роль и сыграет в фильме злодея.

## Фильмография

### Фильмы

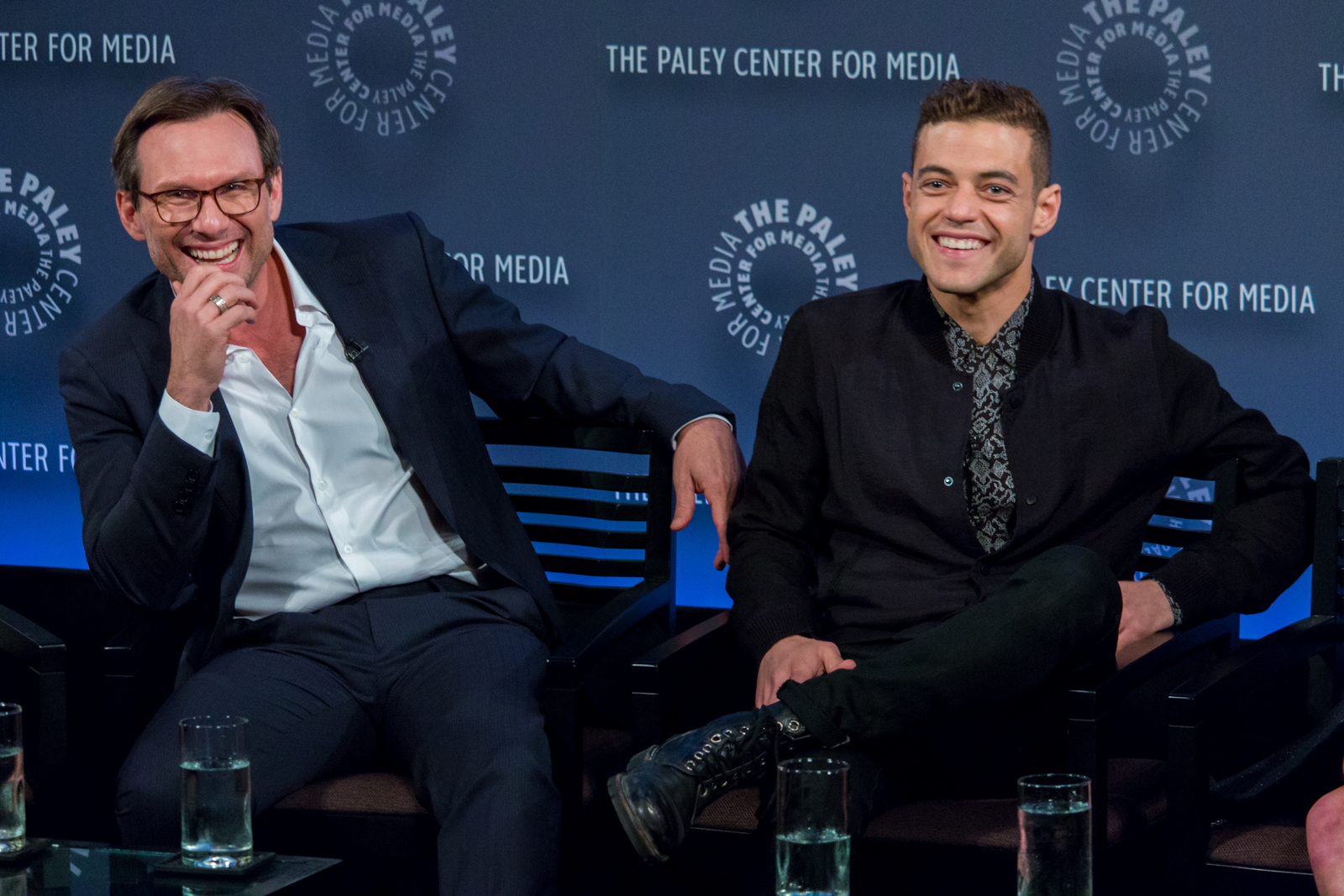
Кристиан Слейтер и Рами Малек на PaleyFest в Нью-Йорке (октябрь 2015)

| Год  |     | Русское название                          | Оригинальное название                          | Роль                  |
| ---- | --- | ----------------------------------------- | ---------------------------------------------- | --------------------- |
| 2006 | ф   | Ночь в музее                              | Night at the Museum                            | Акменра               |
| 2009 | ф   | Ночь в музее 2                            | Night at the Museum: Battle of the Smithsonian | Акменра               |
| 2011 | ф   | Ларри Краун                               | Larry Crowne                                   | Стив Дибиаси          |
| 2012 | ф   | Морской бой                               | Battleship                                     | Лейтенант Хилл        |
| 2012 | ф   | Мастер                                    | The Master                                     | Кларк                 |
| 2012 | ф   | Сумерки. Сага: Рассвет — Часть 2          | The Twilight Saga: Breaking Dawn – Part 2      | Бенджамин             |
| 2013 | ф   | В бегах                                   | Ain't Them Bodies Saints                       | Уилл                  |
| 2013 | кор |                                           | Back Beyond                                    | Кларк                 |
| 2013 | ф   | Короткий срок 12                          | Short Term 12                                  | Нейт                  |
| 2013 | ф   | Олдбой                                    | Oldboy                                         | Браунинг              |
| 2014 | ф   | Need for Speed: Жажда скорости            | Need for Speed                                 | Финн                  |
| 2014 | ф   | Ночь в музее: Секрет гробницы             | Night at the Museum: Secret of the Tomb        | Акменра               |
| 2014 | ф   | Сладкая кровь Иисуса                      | Da Sweet Blood of Jesus                        | Сенешаль Хиггинботтом |
| 2016 | ф   | Плохое сердце Бастера                     | Buster's Mal Heart                             | Джон Куэйатл / Бастер |
| 2017 | ф   | Мотылёк                                   | Papillon                                       | Луи Дега              |
| 2018 | ф   | Богемская рапсодия                        | Bohemian Rhapsody                              | Фредди Меркьюри       |
| 2020 | ф   | Удивительное путешествие доктора Дулиттла | The Voyage of Doctor Dolittle                  | Чи-Чи                 |
| 2021 | ф   | Не время умирать                          | No Time To Die                                 | Люцифер Сафин         |
| 2021 | ф   | Дьявол в деталях                          | Little Things                                  | Джим Бакстер          |
| 2022 | ф   | Амстердам                                 | Amsterdam                                      | Том Возе              |
| 2023 | ф   | Оппенгеймер                               | Oppenheimer                                    | Дэвид Хилл            |
| 2025 | ф   | Новичок                                   | Amateur                                        | Чарльз Хеллер         |

### Телевидение
| Год       |    | Русское название | Оригинальное название | Роль                        |
| --------- | -- | ---------------- | --------------------- | --------------------------- |
| 2004      | с  | Девочки Гилмор   | Gilmore Girls         | Энди                        |
| 2005      | с  | Там              | Over There            | Хассан                      |
| 2005      | с  | Медиум           | Medium                | Тимоти Кёрчер               |
| 2005—2007 | с  | Война в доме     | The War at Home       | Кенни                       |
| 2010      | с  | 24 часа          | 24                    | Маркус Аль-Закар            |
| 2010      | с  | Тихий океан      | The Pacific           | капрал Мерриелл Шелтон      |
| 2012      | с  | Алькатрас        | Alcatraz              | Уэбб Портер                 |
| 2012      | мс | Легенда о Корре  | The Legend of Korra   | Тано (озвучивание)          |
| 2014      | с  | Верь             | Believe               | доктор Адам Терри           |
| 2017—2018 | мс | Конь БоДжек      | BoJack Horseman       | Флип Маквикер (озвучивание) |
| 2015—2019 | с  | Мистер Робот     | Mr. Robot             | Эллиот Алдерсон             |

### Видеоигры
| Год  | Название            | Роль             | Примечания            |
| ---- | ------------------- | ---------------- | --------------------- |
| 2004 | Halo 2              | разные голоса    | Не указан в титрах    |
| 2014 | The Legend of Korra | Tahno            | Озвучивание           |
| 2015 | Until Dawn          | Джошуа Вашингтон | Озвучивание; прототип |

## Награды и номинации

### Награды
- Премия «Выбор телевизионных критиков»
  - 2016 — Лучшая мужская роль (драматический сериал), за сериал «Мистер Робот»[37][38]
- Прайм-таймовая премия «Эмми»
  - 2016 — Лучшая мужская роль (драматический сериал), за сериал «Мистер Робот»[39]
- Премия «Palm Springs International Film Festival» (Международный кинофестиваль в Палм-Спрингс)
  - 2019 — Премия за выдающиеся достижения, за фильм «Богемская рапсодия»[40]
- Премия «AACTA International Award» (Премия Австралийской академии кинематографа и телевидения)
  - 2019 — Лучшая мужская роль (драма), за фильм «Богемская рапсодия»[41]
- Премия «Los Angeles Online Film Critics Society» (Лос-Анджелесское онлайн-сообщество кинокритиков)
  - 2019 — Лучшая мужская роль (драма), за фильм «Богемская рапсодия»[42]
- Премия «Золотой глобус»
  - 2019 — Лучшая мужская роль (драма), за фильм «Богемская рапсодия»
- Премия Гильдии киноактёров США
  - 2019 — Лучшая мужская роль (драма), за фильм «Богемская рапсодия»
- Премия «Santa Barbara International Film Festival» (Международный кинофестиваль в Санта-Барбаре)
  - 2019 — Выдающийся исполнитель года, за фильм «Богемская рапсодия»[43]
- Премия BAFTA
  - 2019 — Лучшая мужская роль (драма), за фильм «Богемская рапсодия»
- Премия «Спутник»
  - 2019 — Лучшая мужская роль (комедия или мюзикл), за фильм «Богемская рапсодия»
- Премия «Оскар»
  - 2019 — Лучшая мужская роль (драма), за фильм «Богемская рапсодия»

### Номинации
- Премия «Золотой глобус»
  - 2016 — Лучшая мужская роль (драматический сериал), за сериал «Мистер Робот»
  - 2017 — Лучшая мужская роль (драматический сериал), за сериал «Мистер Робот»
  - 2020 — Лучшая мужская роль (драматический сериал), за сериал «Мистер Робот»
- Премия Гильдии киноактёров США
  - 2016 — Лучшая мужская роль (драматический сериал), за сериал «Мистер Робот»
  - 2017 — Лучшая мужская роль (драматический сериал), за сериал «Мистер Робот»
- Премия «Выбор телевизионных критиков»
  - 2017 — Лучшая мужская роль (драматический сериал), за сериал «Мистер Робот»[44][45]
- Премия «Critics' Choice Movie Awards» (Кинопремия «Выбор критиков»)
  - 2019 — Лучшая мужская роль (драма), за фильм «Богемская рапсодия»[46][47]